# Provinciile Boliviei

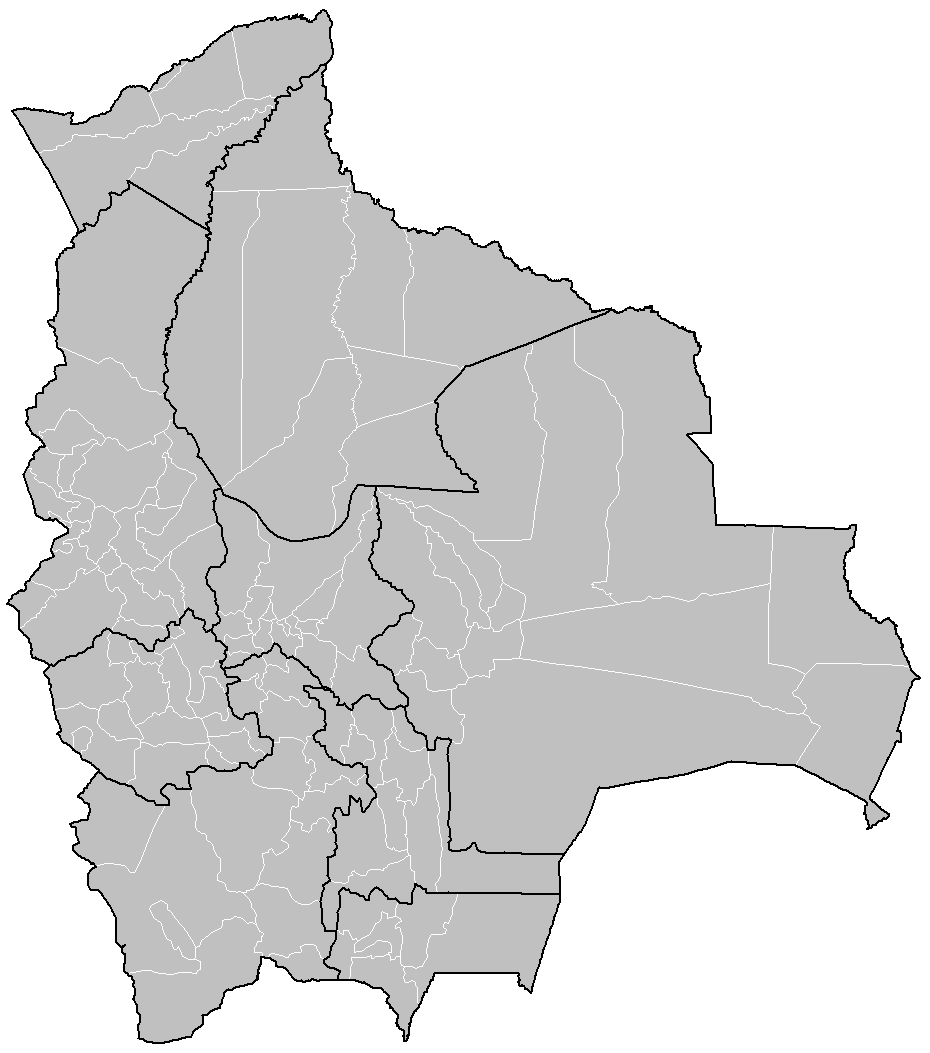
Harta departamentelor și provinciilor Boliviei

Provinciile sunt subdiviziunile administrative de ordinul doi ale Boliviei. Bolivia are nouă departamente, care reprezintă subdiviziuni administrative de prim ordin ale țării. Departamentele sunt divizate în provincii.
Bolivia are 112 provincii care sunt subdivizate în continuare în 337 de municipii, care sunt administrate de un alcade (primar) și de un consiliu municipal.

## Lista provinciilor

### Departamentul Beni
| Departament  | Provincie      | Capitală    | Municipiu                                           | Canton                                    |
| ------------ | -------------- | ----------- | --------------------------------------------------- | ----------------------------------------- |
| Beni         | 8 Provincias   | Trinidad    | 19 Municipios                                       | 41 Cantones                               |
|              | Cercado        | Trinidad    | Trinidad                                            | Trinidad                                  |
| San Javier   | Cercado        | Trinidad    | San Javier, San Pedro                               |                                           |
|              | Iténez         | Magdalena   | Magdalena                                           | Magdalena, Orobayaya                      |
| Baures       | Iténez         | Magdalena   | Baures, Mategua                                     |                                           |
| Huacaraje    | Iténez         | Magdalena   | Huacaraje, El Carmen                                |                                           |
|              | José Ballivián | Reyes       | Reyes                                               | Reyes, Cavinas                            |
| San Borja    | José Ballivián | Reyes       | San Borja                                           |                                           |
| Santa Rosa   | José Ballivián | Reyes       | Santa Rosa                                          |                                           |
| Rurrenabaque | José Ballivián | Reyes       | Rurrenabaque                                        |                                           |
|              | Mamoré         | San Joaquín | San Joaquín                                         | San Joaquin, More                         |
| San Ramón    | Mamoré         | San Joaquín | San Ramón, Las Pampitas                             |                                           |
| Puerto Siles | Mamoré         | San Joaquín | Puerto Siles, Alejandria, Vigo                      |                                           |
|              | Marbán         | Loreto      | Loreto                                              | Loreto, Limoquije, Sachojere, San Antonio |
| San Andrés   | Marbán         | Loreto      | San Andrés, Peroto                                  |                                           |
|              | Moxos          | San Ignacio | San Ignacio                                         | San Ignacio, San Francisco, San Lorenzo   |
|              | Vaca Díez      | Riberalta   | Riberalta                                           | Riberalta, Concepción, Florida, Ivon      |
| Guayaramerín | Vaca Díez      | Riberalta   | Guayaramerín, Villa Bella, Cachuela Esperanza, Yata |                                           |
|              | Yacuma         | Santa Ana   | Santa Ana                                           | Santa Ana, José Agustín de Palacios       |
| Exaltación   | Yacuma         | Santa Ana   | Exaltación                                          |                                           |

### Departamentul Chuquisaca
| Departament   | Provincie       | Capitală          | Municipiu                                                                              | Canton |
| ------------- | --------------- | ----------------- | -------------------------------------------------------------------------------------- | --- |
| Chuquisaca    | 10 provinciii   | Sucre             | 29 municipii                                                                           | 101 cantoane |
|               | Azurduy         | Azurduy           | Villa Azurduy                                                                          | Azurduy, Antonio Lopez, Las Casas |
| Tarvita       | Azurduy         | Azurduy           | Mariscal Braun, San Pedro, Tarvita                                                     | |
|               | Belisario Boeto | Villa Serrano     | Villa Serrano                                                                          | Mendoza, Urriolagoitia, Villa Serrano |
|               | Hernando Siles  | Monteagudo        | Monteagudo                                                                             | Monteagudo, San Juan del Pirai |
| Huacareta     | Hernando Siles  | Monteagudo        | Añimbo, Huacareta, Rosario del Ingre                                                   | |
|               | Jaime Zudáñez   | Zudáñez           | Villa Zudáñez                                                                          | Zudáñez |
| Icla          | Jaime Zudáñez   | Zudáñez           | Icla                                                                                   | |
| Presto        | Jaime Zudáñez   | Zudáñez           | Pasopaya, Presto, Rodeo                                                                | |
| Mojocoya      | Jaime Zudáñez   | Zudáñez           | Mojocoya                                                                               | |
|               | Luis Calvo      | Villa Vaca Guzmán | Villa Vaca Guzmán                                                                      | Iguembe, Sapirangui, Ticucha, Villa Vaca Guzmán                                                                                                   |
| Macharetí     | Luis Calvo      | Villa Vaca Guzmán | Camatindi, Carandayti, Ivo, Macharetí, Ñancorainza, Tiguipa                            | |
| Huacaya       | Luis Calvo      | Villa Vaca Guzmán | Boycobo, Huacaya, Santa Rosa                                                           | |
|               | Nor Cinti       | Camargo           | Camargo                                                                                | Camargo, Lintaca, Tacaquira |
| San Lucas     | Nor Cinti       | Camargo           | Ajchilla, Chiñimayu, Kollpa, Ocuri, Payacota del Carmen, Pirhuani, San Lucas, Uruchini | |
| Incahuasi     | Nor Cinti       | Camargo           | Huajlaya, Incahuasi, Pucara de Yatina                                                  | |
| Villa Charcas | Nor Cinti       | Camargo           | Villa Charcas, Santa Elena                                                             | |
|               | Oropeza         | Sucre             | Sucre                                                                                  | Arabate, Chaunaca, Chuqui Chuqui, Huanifaya, Huata, La Palca, Mamahuasi, Maragua, Mojotoro, Potolo, Quila Quila, San Lazaro, San Sebastian, Sucre |
| Poroma        | Oropeza         | Sucre             | Copavillkhi, Pojpo, Poroma, Sapse, Sijcha, Huañoma                                     | |
| Yotala        | Oropeza         | Sucre             | Huayllas, Pulqui, Tuero, Yotala                                                        | |
|               | Sud Cinti       | Villa Abecia      | Culpina                                                                                | Culpina, El Palmar, La Cienega, La Loma, La Cueva, Pilaya, Salitre, San Francisco                                                                 |
| Las Carreras  | Sud Cinti       | Villa Abecia      | Impora, Las Carreras, La Torre, Lime, San Juan, Santa Rosa, Socpora, Taraya            | |
| Camataqui     | Sud Cinti       | Villa Abecia      | Camataqui, Tarcana                                                                     | |
|               | Tomina          | Padilla           | Padilla                                                                                | Padilla |
| Tomina        | Tomina          | Padilla           | Tomina                                                                                 | |
| Sopachuy      | Tomina          | Padilla           | Sopachuy                                                                               | |
| El Villar     | Tomina          | Padilla           | El Villar, Juana Azurduy de Padilla                                                    | |
| Villa Alcalá  | Tomina          | Padilla           | Villa Alcalá                                                                           | |
|               | Yamparáez       | Tarabuco          | Tarabuco                                                                               | Tarabuco, Pajcha |
| Yamparáez     | Yamparáez       | Tarabuco          | Yamparáez, Sotomayor                                                                   | |

### Departamentul Cochabamba
| Departament       | Provincia     | Capital                             | Municipio                                                                    | Cantón                                                                                   |
| ----------------- | ------------- | ----------------------------------- | ---------------------------------------------------------------------------- | ---------------------------------------------------------------------------------------- |
| Cochabamba        | 16 Provincias | Cochabamba                          | 47 Municipios                                                                | 146 Cantones                                                                             |
|                   | Arani         | Arani                               | Arani                                                                        | Arani, Collpa, Pocoata                                                                   |
| Vacas             | Arani         | Arani                               | Vacas                                                                        |                                                                                          |
|                   | Arque         | Municipiul Arque                    | Arque                                                                        | Arque, Colcha                                                                            |
| Tacopaya          | Arque         | Municipiul Arque                    | Tacopaya, Ventilla                                                           |                                                                                          |
|                   | Ayopaya       | Municipiul Ayopaya or Independencia | Ayopaya                                                                      | Azopaza, Calchani, Icoza                                                                 |
| Morochata         | Ayopaya       | Municipiul Ayopaya or Independencia | Chinchiri, Pucarani, Punacachi, Yayani                                       |                                                                                          |
| Cocapata          | Ayopaya       | Municipiul Ayopaya or Independencia | Choquecamata, Cocapata, Icari                                                |                                                                                          |
|                   | Capinota      | Municipiul Capinota                 | Capinota                                                                     | Capinota, Chamoco, Tokho Halla, Villcabamba                                              |
| Santiváñez        | Capinota      | Municipiul Capinota                 | Calera, Caporaya, Caraza, Chojtama, Huañacota, Poquera, Santiváñez           |                                                                                          |
| Sicaya            | Capinota      | Municipiul Capinota                 | Orcoma, Sicaya                                                               |                                                                                          |
|                   | Carrasco      | Totora                              | Totora                                                                       | Arepucho, Icuna, Tiraque "C", Totora                                                     |
| Puerto Villarroel | Carrasco      | Totora                              | Ivirgarzama, Mariposas, Puerto Villarroel, Valle Ivirza                      |                                                                                          |
| Pojo              | Carrasco      | Totora                              | Chalguani, Chuquiomo, Duraznillo, Guarayos, Mamoré, Palca, Pojo, Real, Rodeo |                                                                                          |
| Chimoré           | Carrasco      | Totora                              | Chimoré                                                                      |                                                                                          |
| Pocona            | Carrasco      | Totora                              | Chimboata, Chillicchi, Conda, Huayapacha, Pocona                             |                                                                                          |
| Entre Ríos        | Carrasco      | Totora                              | Entre Ríos                                                                   |                                                                                          |
|                   | Cercado       | Municipiul Cochabamba               | Cochabamba                                                                   | Cochabamba                                                                               |
|                   | Chapare       | Municipiul Sacaba                   | Sacaba                                                                       | Aguirre, Chiñata, Lava Lava, Quewiñapampa, Sacaba, Ucuchi                                |
| Villa Tunari      | Chapare       | Municipiul Sacaba                   | Mendoza, Paracti, Villa Tunari                                               |                                                                                          |
| Colomi            | Chapare       | Municipiul Sacaba                   | Candelaria, Colomi, San José, Tablas Monte                                   |                                                                                          |
|                   | Esteban Arce  | Tarata                              | Tarata                                                                       | Huayculi, Huasa Rancho, Izata, Tarata                                                    |
| Anzaldo           | Esteban Arce  | Tarata                              | Anzaldo, La Viña, Quiriria                                                   |                                                                                          |
| Arbieto           | Esteban Arce  | Tarata                              | Arbieto, Aranjuez, Arpita                                                    |                                                                                          |
| Sacabamba         | Esteban Arce  | Tarata                              | Apillapa, Challaque, Matarani, Quekoma, Sacabamba                            |                                                                                          |
|                   | Germán Jordán | Cliza                               | Cliza                                                                        | Chullpas, Cliza, Huasacalle, Santa Lucía                                                 |
| Toco              | Germán Jordán | Cliza                               | Toco                                                                         |                                                                                          |
| Tolata            | Germán Jordán | Cliza                               | Tolata                                                                       |                                                                                          |
|                   | Mizque        | Municipiul Mizque                   | Mizque                                                                       | Mizque, Cauta, Molinero, Taboada, Tin Tin, Vicho Vicho                                   |
| Alalay            | Mizque        | Municipiul Mizque                   | Alalay, Ayapampa                                                             |                                                                                          |
| Vila Vila         | Mizque        | Municipiul Mizque                   | Vila Vila, Siquimira                                                         |                                                                                          |
|                   | Campero       | Municipiul Aiquile                  | Aiquile                                                                      | Aiquile, Quiroga, Villa Granado                                                          |
| Omereque          | Campero       | Municipiul Aiquile                  | Chari Cari, Ele Ele, Huanacuni Grande, Omereque, Peña Colorada, Perereta     |                                                                                          |
| Pasorapa          | Campero       | Municipiul Aiquile                  | Pasorapa                                                                     |                                                                                          |
|                   | Punata        | Municipiul Punata                   | Punata                                                                       | Punata                                                                                   |
| San Benito        | Punata        | Municipiul Punata                   | Huaricya, San Benito, Sunchu Pampa                                           |                                                                                          |
| Villa Rivero      | Punata        | Municipiul Punata                   | Villa Rivero                                                                 |                                                                                          |
| Cuchumuela        | Punata        | Municipiul Punata                   | Cuchumuela                                                                   |                                                                                          |
| Tacachi           | Punata        | Municipiul Punata                   | Tacachi                                                                      |                                                                                          |
|                   | Quillacollo   | Municipiul Quillacollo              | Quillacollo                                                                  | El Paso, Quillacollo                                                                     |
| Colcapirhua       | Quillacollo   | Municipiul Quillacollo              | Colcapirhua, Santa Rosa                                                      |                                                                                          |
| Tiquipaya         | Quillacollo   | Municipiul Quillacollo              | Tiquipaya                                                                    |                                                                                          |
| Vinto             | Quillacollo   | Municipiul Quillacollo              | Anocaraire, La Chulla, Machac Marca, Vinto                                   |                                                                                          |
| Sipe Sipe         | Quillacollo   | Municipiul Quillacollo              | Itapaya, Mallco Rancho, Sipe Sipe                                            |                                                                                          |
|                   | Bolívar       | Bolívar                             | Bolívar                                                                      | Bolívar, Carpani, Challoma, Comuna, Coyuna, Jorenko, Vilacaya, Villa Victoria, Yarbicoya |
|                   | Tapacarí      | Municipiul Tapacarí                 | Tapacarí                                                                     | Challa, Leque, Ramadas, Tapacarí                                                         |
|                   | Tiraque       | Municipiul Tiraque                  | Tiraque                                                                      | Palca, Tiraque                                                                           |
| Shinahota         | Tiraque       | Municipiul Tiraque                  | Shinahota                                                                    |                                                                                          |

### Departmentul La Paz
| Departament           | Provincia            | Capital                | Municipio | Cantón |
| --------------------- | -------------------- | ---------------------- | --- | --- |
| La Paz                | 20 Provincias        | La Paz                 | 82 Municipios | 431 Cantones |
|                       | Abel Iturralde       | Ixiamas                | Ixiamas | Ixiamas |
| San Buenaventura      | Abel Iturralde       | Ixiamas                | San Buena Ventura | |
|                       | Aroma                | Sica Sica              | Sica Sica | Ayamaya, Chijmuni, Colpapucho Belen, Germán Busch, Kajani, Machacamarca, Manuel Isodoro Belzu, Panduro, Pujravi, Sica Sica, Villa Chuakhollu Grande |
| Umala                 | Aroma                | Sica Sica              | Asunción Huancaroma, Cañaviri, Llanga Belen, Puerto Huari Belen, San José de Llanga, San Miguel de Copani, Santiago de Collana, Umala, Vituy Vinto                                                        | |
| Ayo Ayo               | Aroma                | Sica Sica              | Collana Tolar, Santa Rosa de Lima, Tupac Katari, Villa Carmen | |
| Calamarca             | Aroma                | Sica Sica              | Ajoya, Calamarca, Cosmini, San Antonio de Senkata, Sivincani, Vilaque Copata, Villa El Carmen de Caluyo                                                                                                   | |
| Patacamaya            | Aroma                | Sica Sica              | Chacoma, Chairumani, Chiaraque, Colchani, Culta Arajllanga, Iquiaca de Umala, Patacamaya, Pusuta, San Martin de Iquiaca, Villa Concepción de Belen, Villa Patarani, Viscachani                            | |
| Colquencha            | Aroma                | Sica Sica              | Colquencha, Marquirivi, Micaya, Nueva Esperanza de Machacamarca, Santiago de Llallagua | |
| Collana               | Aroma                | Sica Sica              | Collana, Collana Uncallamaya, Hichuaraya Chico | |
|                       | Bautista Saavedra    | Charazani              | Juan José Pérez | Amarete, Carijana, Chari, Chullina, General Juan José Pérez (Charazani), Ramon Gonzales, Santa Rosa de Caata |
| Curva                 | Bautista Saavedra    | Charazani              | Calaya, Camsaya, Comunidad Puli, Curva, Kapna, Lagunillas, Taypi Cañuhuma, Upinhuaya | |
|                       | Caranavi             | Caranavi               | Caranavi | Alcoche, Alto Illimani, Belen, Calama, Caranavi, Carrasco, Carrasco La Reserva, Chojña, Choro, Eduardo Avaroa, Inicua Bajo, Incahuara de Ckullu Kuchu, Rosario Entre Ríos, San Pablo, Santa Ana de Alto Beni, Santa Ana de Caranavi, Santa Fe, Santa Rosa, Suapi de Alto Beni, Taypiplaya, Uyunense, Villa Elevacion |
|                       | Eliodoro Camacho     | Puerto Acosta          | Puerto Acosta | Chiñaya 6 de Agosto, Collasuyo, Escoma, Peninsula de Challapata, Puerto Acosta, Puerto Parajachi, San Juan de Cancanani, Umanata, Villa Puni |
| Mocomoco              | Eliodoro Camacho     | Puerto Acosta          | Italaque, Mocomoco, Pacaures, Tajani, Villa Rosario de Wila Khala | |
| Puerto Carabuco       | Eliodoro Camacho     | Puerto Acosta          | Ambana, Puerto Carabuco, Puerto Chaguaya, San Miguel de Yaricoa | |
|                       | Franz Tamayo         | Apolo                  | Apolo | Apolo, Aten, Mojos, Pata, Santa Cruz del Valle Ameno |
| Pelechuco             | Franz Tamayo         | Apolo                  | Antaquilla de Copacabana, Pelechuco, Suches, Ulla Ulla | |
|                       | Gualberto Villarroel | San Pedro de Curahuara | San Pedro de Curahuara | Chilahuala, Conchari, German Busch, Jalsuri, Jankho Marca, Pedro Domingo Murillo, Puerto Capitan Castrillo, Río Mulato Kari, San Pedro de Curahuara, Villa Manquiri, Waldo Ballivian |
| Papel Pampa           | Gualberto Villarroel | San Pedro de Curahuara | Caylla Churo, Circa Cruzani, Eduardo Abaroa, Molle Bamba, Pacollo, Papel Pampa, Rivera Alta, San Felipe de Challa, Unopata                                                                                | |
| Chacarilla            | Gualberto Villarroel | San Pedro de Curahuara | Chacarilla, Puerto Aroma, Rosa Pata | |
|                       | Ingavi               | Viacha                 | Tiwanaku | Huacullani, Pillapi San Agustín, Tiwanaku |
| Viacha                | Ingavi               | Viacha                 | Chacoma Irpa Grande, General José Ballivian, Ichuraya Grande, Irpuma Irpa Grande, Viacha, Villa Remedíos, Villa Santiago de Chacoma                                                                       | |
| Guaqui                | Ingavi               | Viacha                 | Guaqui | |
| Desaguadero           | Ingavi               | Viacha                 | Desaguadero, San Juan de Huancollo | |
| San Andrés de Machaca | Ingavi               | Viacha                 | Chuncarcota de Machaca, Conchacollo de Machaca, Laquinamaya, Mauri, Nazacara, San Andrés de Machaca, Sombra Pata, Villa Artasivi de Machaca, Villa Pusuma Alto Machaca                                    | |
| Jesús de Machaca      | Ingavi               | Viacha                 | Aguallamaya, Chama, Cuipa España de Machaca, Jesús de Machaca, Kalla Tupac Katari, Khonkho San Salvador, Mejillones de Machaca, Santa Ana de Machaca, Santo Domingo de Machaca, Villa Asunción de Machaca | |
| Taraco                | Ingavi               | Viacha                 | Santa Rosa de Taraco, Taraco | |
|                       | Inquisivi            | Inquisivi              | Inquisivi | Arcopongo, Capiñata, Cavari, Eduardo Abaroa, Escola, Inquisivi, Pocusco, Siguas |
| Cajuata               | Inquisivi            | Inquisivi              | Cajuata, Circuata, Huaritolo, Suri | |
| Colquiri              | Inquisivi            | Inquisivi              | Caluyo, Colquiri, Coriri, Huayllamarca, Lanza, Pauca, Villa Hancacota, Uyuni | |
| Ichoca                | Inquisivi            | Inquisivi              | Franz Tamayo, General Camacho, German Busch, Gualberto Villarroel, Ichoca, Luruhuata, Villa San Antonio Sirarani                                                                                          | |
| Licoma                | Inquisivi            | Inquisivi              | Charapaxi, Licoma | |
| Quime                 | Inquisivi            | Inquisivi              | Choquetanga, Figueroa, Huaña Cota, Quime | |
|                       | José Manuel Pando    | Santiago de Machaca    | Santiago de Machaca | Bautista Saavedra, Berenguela, Exaltación, General José Ballivian, Santiago de Huari Pujio, Santiago de Machaca |
| Catacora              | José Manuel Pando    | Santiago de Machaca    | Catacora, Pairumani Grande, Pojo Pajchiri, Thola Khollu | |
|                       | Larecaja             | Sorata                 | Sorata | Ankoma, Chuchulaya, Guachalla, Obispo Bosque, San Antonio de Millipaya, Sorata, Yani |
| Combaya               | Larecaja             | Sorata                 | Combaya, San Pedro de Sorejaya, | |
| Guanay                | Larecaja             | Sorata                 | Guanay, San Juan de Challana, Santa Rosa | |
| Mapiri                | Larecaja             | Sorata                 | Mapiri | |
| Quiabaya              | Larecaja             | Sorata                 | Quiabaya | |
| Tacacoma              | Larecaja             | Sorata                 | Ananea, Chumisa, Collabamba, Consata, Tacacoma, | |
| Teoponte              | Larecaja             | Sorata                 | Teoponte | |
| Tipuani               | Larecaja             | Sorata                 | Carguarani, Cotapampa, Paniagua, Tipuani | |
|                       | Loayza               | Luribay                | Luribay | Anchallani, Eduardo Abaroa Colliri, Luribay, Poroma, Porvenir, Taucarasi |
| Sapahaqui             | Loayza               | Luribay                | Caracato, Muruhuta, Sapahaqui | |
| Cairoma               | Loayza               | Luribay                | Asiento Araca, Cairoma, Keraya, Saya, Tienda Pata | |
| Yaco                  | Loayza               | Luribay                | Caxata, Challoma, Chucamarca, Llipi Llipi, Tablachaca, Umalaco, Villa Puchuni, Yaco | |
| Malla                 | Loayza               | Luribay                | Coque, Malla, Rodeo | |
|                       | Los Andes            | Pucarani               | Pucarani | Catavi, Chojasivi, Cohana, Lacaya, Patamanta, Pucarani, Villa Ascencion de Chipamaya, Villa Iquiaca, Villa Pabon de Chiarpata, Villa Rosario de Corapata, Villa Vilaque |
| Batallas              | Los Andes            | Pucarani               | Batallas, Huancane, Karhuisa, Kerani, Peñas, Villa Asuncion Tuquia, Villa San Juan de Chachacomani, Villa Remedios de Calasaya                                                                            | |
| Laja                  | Los Andes            | Pucarani               | Collo Collo, Curva Pucara, Laja, San Juan Rosario, Tambillo, Villa San Juan de Satatotora | |
| Puerto Pérez          | Los Andes            | Pucarani               | Aygachi, Cascachi, Puerto Pérez, Suriqui | |
|                       | Manco Kapac          | Copacabana             | Copacabana | Copacabana, Lokha, Zampaya |
| San Pedro de Tiquina  | Manco Kapac          | Copacabana             | Calata de San Martin, San Pablo de Tiquina, San Pedro de Tiquina, Santiago de Ojje, Villa Amacari | |
| Tito Yupanki          | Manco Kapac          | Copacabana             | Tito Yupanki | |
|                       | Muñecas              | Chuma                  | Chuma | Chajlaya, Chuma, Luquisani, Sococoni, Timusi, Tuiluni |
| Ayata                 | Muñecas              | Chuma                  | Ayapata, Camata | |
| Aucapata              | Muñecas              | Chuma                  | Aucapata, Pusillani | |
|                       | Nor Yungas           | Coroico                | Coroico | Coroico, Mururata, Pacollo |
| Coripata              | Nor Yungas           | Coroico                | Arapata, Coripata, Milluhuaya | |
|                       | Omasuyos             | Achacachi              | Achacachi | Achacachi, Ajllata Grande, Chua Cocani, Chuavisalaya, Franz Tamayo, Huatajata, Jancko Amaya, Soncachi, Villa Asuncion de Corpaputo, Warisata |
| Ancoraimes            | Omasuyos             | Achacachi              | Ancoraimes, Cajiata, Cheje Pampa, Chojñapata-Chiñaja, Sotalaya, Villa Macamaca | |
| Huarina               | Omasuyos             | Achacachi              | Copancara, Huarina | |
| Santiago de Huata     | Omasuyos             | Achacachi              | Kalaque, Santiago de Huata | |
|                       | Pacajes              | Coro Coro              | Coro Coro | Caquingora, Coro Coro, Jancko Marca Sirpa, Jayuma Llallagua, José Manuel Pando, Muro Pilar Mjillones, Porvenir de Quilloma, Rosapata Huancarama, Topohoco, Villa Exaltacion de Enequella |
| Caquiaviri            | Pacajes              | Coro Coro              | Achiri, Antaquira, Caquiaviri, Chojñapampa de Vichaya, Jihuacuta, Kasillunca, Laura Lloko Lloko, Tincachi, Vichaya, Villa Anta, Villa Chocorosi                                                           | |
| Calacoto              | Pacajes              | Coro Coro              | Audiencia, Calacoto, Caracollo, Challuyo, General Camacho, General Campero, Laguna Blanca, Max Toledo, Okoruro, Playa Verde, Rosario, Ulloma, Villa Condor Iquiña                                         | |
| Comanche              | Pacajes              | Coro Coro              | Comanche, General José Ballivián, Rosas Pata Tuli, Tocopilla Cantuyo | |
| Charaña               | Pacajes              | Coro Coro              | Charaña, Chinocavi, Eduardo Abaroa, General Perez, Ladislao Cabrera, Río Blanco | |
| Waldo Ballivián       | Pacajes              | Coro Coro              | Waldo Ballivián (C. Tumarapi) | |
| Santiago de Callapa   | Pacajes              | Coro Coro              | Calteca, Romero Pampa, San Francisco de Yaribay, Santiago de Callapa, Villa Puchuni | |
| Nazacara de Pacajes   | Pacajes              | Coro Coro              | Nazacara de Pacajes | |
|                       | Murillo              | Palca                  | La Paz | La Paz, Zongo |
| Palca                 | Murillo              | Palca                  | Cohoni, Palca, Qillihuaya | |
| Mecapaca              | Murillo              | Palca                  | Chanka, Collana, Mecapaca, Santiago de Collana | |
| Achocalla             | Murillo              | Palca                  | Achocalla, Asunta Quillviri, Villa Concepción | |
| El Alto               | Murillo              | Palca                  | El Alto | |
|                       | Sud Yungas           | Chulumani              | Chulumani | Chirca, Chulumani, Huancane, Ocobaya, Villa Asunta |
| La Asunta             | Sud Yungas           | Chulumani              | Calisaya, Chamaca, Charia, Colopampa Grande, Cotopata, Huayabal, La Asunta, La Calzada, Las Mercedes, Puerto Rico, San José, Villa Barrientos, Yanamayu                                                   | |
| Palos Blancos         | Sud Yungas           | Chulumani              | Palos Blancos | |
| Irupana               | Sud Yungas           | Chulumani              | Chicaloma, Irupana, Lambate, Laza, Taca, Victorio Lanza | |
| Yanacachi             | Sud Yungas           | Chulumani              | Villa Aspiazu, Yanacachi | |

### Departmentul Oruro
| Departament            | Provincia            | Capital                  | Municipio                                                                     | Cantón |
| ---------------------- | -------------------- | ------------------------ | ----------------------------------------------------------------------------- | --- |
| Oruro                  | 16 Provincias        | Oruro                    | 34 Municipios                                                                 | 160 Cantones |
|                        | Atahuallpa           | Sabaya                   | Sabaya                                                                        | Alaroco, Bella Vista, Cahuana, Cruz de Huayllas, Julo, Negrillos, Pacariza, Pagador, Parajaya, Pisiga Bolivar Sucre, Quea Queani, Sabaya, Sacabaya, San Antonio de Pitacollo, Tunape, Villa Rosario, Villa Vitalina |
| Chipaya                | Atahuallpa           | Sabaya                   | Ayparavi, Chipaya, Vestrullani                                                | |
| Coipasa                | Atahuallpa           | Sabaya                   | Coipasa                                                                       | |
|                        | Carangas             | Corque                   | Corque                                                                        | Caracota, Copacabana, Corque, Jancocala, Laca Laca Quita Quita, Opoqueri, Payoco, Pomata Aite, San Antonio de Arcala, San Jose de Kala, San Pedro de Huaylloco, Villa Esperanza, Villa Tarucachi                    |
| Choquecota             | Carangas             | Corque                   | Asuncion Laca Laca, Choquecota                                                | |
|                        | Cercado              | Oruro                    | Oruro                                                                         | 9 de Abril (Thola Palca), Huayña Pasto Grande, Iruma, Lequepalca, Oruro, Paria, Soracachi, Teniente Bullain |
| Caracollo              | Cercado              | Oruro                    | Caracollo, Kemalla, Lajma, La Joya, Sillota, Sillota Belen, Vilacara          | |
| El Choro               | Cercado              | Oruro                    | Challacollo, Crucero Belen, El Choro, Rancho Grande, San Felipe de Chaitavi   | |
|                        | Eduardo Avaroa       | Challapata               | Challapata                                                                    | Ancacato, Challapata, Culta, Huancane |
| Santuario de Quillacas | Eduardo Avaroa       | Challapata               | Santuario de Quillacas, Sevaruyo, Soraga                                      | |
|                        | Ladislao Cabrera     | Salinas de Garcí Mendoza | Salinas de Garcí Mendoza                                                      | Aroma, Challacota, Concepción de Belén, Jirira, Salinas de Garcí Mendoza, San Martin, Ucumasi, Villa Esperanza |
| Pampa Aullagas         | Ladislao Cabrera     | Salinas de Garcí Mendoza | Bengal Vinto, Ichalula, Pampa Aullagas                                        | |
|                        | Litoral              | Huachacalla              | Huachacalla                                                                   | Huachacalla |
| Esmeralda              | Litoral              | Huachacalla              | Belén, Esmeralda, Pena Penani, Romero Pampa                                   | |
| Cruz de Machacamarca   | Litoral              | Huachacalla              | Cruz de Machamarca, Florida, Huayllas                                         | |
| Escara                 | Litoral              | Huachacalla              | Escara, Payrumani del Litoral                                                 | |
| Yunguyo del Litoral    | Litoral              | Huachacalla              | Yunguyo                                                                       | |
|                        | Nor Carangas         | Huayllamarca             | Huayllamarca                                                                  | Belen de Choquecota, Bella Vista, Chojnahuma, Chuquichambi, Huayllamarca, LLanquera, Puerto Nequeta, San Miguel, Tunupa                                                                                             |
|                        | Pantaléon Dalence    | Huanuni                  | Villa Huanuni                                                                 | Bombo, Cataricahua, Huallatiri, Huanuni, Morococala, Negro Pabellon |
| Machacamarca           | Pantaléon Dalence    | Huanuni                  | Machacamarca, Vicente Ascarrunz                                               | |
|                        | Poopó                | Poopó                    | Poopó                                                                         | Coripata, Poopó, Venta y Media |
| Pazña                  | Poopó                | Poopó                    | Avicaya, Pazña, Peñas, Totoral, Urmíri                                        | |
| Antequera              | Poopó                | Poopó                    | Antequera, Chalguamayu, Tutuni                                                | |
|                        | Puerto de Mejillones | La Rivera                | La Rivera                                                                     | La Rivera |
| Todos Santos           | Puerto de Mejillones | La Rivera                | Todos Santos                                                                  | |
| Carangas               | Puerto de Mejillones | La Rivera                | Carangas                                                                      | |
|                        | Sajama               | Curahuara de Carangas    | Curahuara de Carangas                                                         | Caripe, Curahuara de Carangas, Laguna, Sajama |
| Turco                  | Sajama               | Curahuara de Carangas    | Chachacomani, Cosapata, Turco                                                 | |
|                        | San Pedro de Totora  | Totora                   | Totora                                                                        | Calazaya, Chojna Cota, Crucero, Culta, Huacanapi, Marquirivi, Totora |
|                        | Saucarí              | Toledo                   | Toledo                                                                        | Catuyo, Challa Cruz, Challavito, Chocorasi, Chuquina, Collpahuma, Culluri, Kari Kari, Saucarí, Toledo, Untavi |
|                        | Sebastián Pagador    | Santiago de Huari        | Santiago de Huari                                                             | Belen, Caico Bolivar, Castilla Huma, Condo "C", Condo "K", Guadalupe, Lagunillas, Locumpaya, Santiago de Huari, Urmiri, Vichaj Lupe                                                                                 |
|                        | Sud Carangas         | Andamarca                | Andamarca                                                                     | Andamarca, Eduardo Avaroa, Orinoca |
| Belén de Andamarca     | Sud Carangas         | Andamarca                | Belén de Andamarca, Cruz Huayllamarca, Real Machacamarca, Calama Huayllamarca | |
|                        | Tomas Barrón         | Eucaliptus               | Eucaliptus                                                                    | Eucaliptus |

### Departmentul Pando
| Departament           | Provincia      | Capital               | Municipio                              | Cantón                         |
| --------------------- | -------------- | --------------------- | -------------------------------------- | ------------------------------ |
| Pando                 | 5 Provincias   | Cobija                | 15 Municipios                          | 32 Cantones                    |
|                       | Abuná          | Santa Rosa del Abuná  | Santa Rosa del Abuná                   | Nacebe, Teduzara               |
| Humaita               | Abuná          | Santa Rosa del Abuná  | Ingavi, Tacna (Humaita)                |                                |
|                       | Federico Román | Nueva Esperanza       | Nueva Esperanza                        | Nueva Esperanza, Río Negro     |
| Villa Nueva           | Federico Román | Nueva Esperanza       | Villa Nueva, Perseverancia (Loma Alta) |                                |
| Santos Mercado        | Federico Román | Nueva Esperanza       | Eureka, Mukuripi                       |                                |
|                       | Madre de Dios  | Puerto Gonzalo Moreno | Puerto Gonzalo Moreno                  | Agua Dulce, Trinidad           |
| San Lorenzo           | Madre de Dios  | Puerto Gonzalo Moreno | Chorrillos, Exaltacion, Fortaleza      |                                |
| El Sena               | Madre de Dios  | Puerto Gonzalo Moreno | Asunción, Bolívar                      |                                |
|                       | Manuripi       | Puerto Rico           | Puerto Rico                            | Conquista, El Carmen, Victoria |
| Filadelfia            | Manuripi       | Puerto Rico           | Arroyo Grande, San Miguelito, Chive    |                                |
| San Pedro (Conquista) | Manuripi       | Puerto Rico           | Maravilla, San Pablo                   |                                |
|                       | Nicolás Suárez | Cobija                | Cobija                                 | Santa Cruz de Cobija           |
| Porvenir              | Nicolás Suárez | Cobija                | Campo Ana, San Luis                    |                                |
| Bella Flor            | Nicolás Suárez | Cobija                | Costa Rica, Mercier                    |                                |
| Bolpebra              | Nicolás Suárez | Cobija                | Chapacura, Mukden                      |                                |

### Departmentul Potosí
| Departament             | Provincia          | Capital                  | Municipio | Cantón |
| ----------------------- | ------------------ | ------------------------ | --- | --- |
| Potosí                  | 16 Provincias      | Potosí                   | 38 Municipios                                                                                                | 238 Cantones |
|                         | Alonso de Ibáñez   | Sacaca                   | Sacaca | Colloma, Sacaca, Wila Circa |
| Caripuyu                | Alonso de Ibáñez   | Sacaca                   | Caripuyo, Challviri, Chaicuriri, Chojlla, Cotana, Huanacoma, Jankho Jankho, Juntavi                          | |
|                         | Antonio Quijarro   | Uyuni                    | Uyuni | Chacala, Coroma, Huanchaca, Pulacayo, Uyuni |
| Tomave                  | Antonio Quijarro   | Uyuni                    | Apacheta, Calasaya, Opoco, San Francisco de Tarana, Tacora, Ticatica, Tolapampa, Tomave, Ubina, Viluyo, Yura | |
| Porco                   | Antonio Quijarro   | Uyuni                    | Churcuita, Condoriri, Karma, Porco                                                                           | |
|                         | Bernardino Bilbao  | Arampampa                | Acasio | Acasio, Taconi de Caine |
| Arampampa               | Bernardino Bilbao  | Arampampa                | Arampampa, Charca Marcavi, Huaycuri, Humavisa, Pararani, Santiago, Sarcuri, Molle Villque                    | |
|                         | Charcas            | San Pedro de Buena Vista | San Pedro de Buena Vista                                                                                     | Eskencachi, Micani, Moscari, San Marcos, San Pedro, Toracari |
| Toro Toro               | Charcas            | San Pedro de Buena Vista | Anahuani, Carasi, Julo Grande, Tambo Khasa, Toro Toro, Yambata                                               | |
|                         | Chayanta           | Colquechaca              | Colquechaca                                                                                                  | Ayoma, Colquechaca, Macha, Rosario, Surumi |
| Ravelo                  | Chayanta           | Colquechaca              | Antora, Huaycoma, Pitantora, Ravelo, Tomoyo, Toroca                                                          | |
| Pocoata                 | Chayanta           | Colquechaca              | Campaya, Chayala, Pocoata, Quesem Phuco, San Juan de Arrospata, San Miguel de Kari, Senajo, Tacarani, Tomuyo | |
| Ocurí                   | Chayanta           | Colquechaca              | Chairapata, Maragua, Marcoma, Ocurí                                                                          | |
|                         | Cornelio Saavedra  | Betanzos                 | Betanzos | Betanzos, Millares, Otuyo, Poco Poco, Potobamba, Quivincha, Siporo, Tecoya, Tuero Tuero, Villa El Carmen |
| Tacobamba               | Cornelio Saavedra  | Betanzos                 | Ancoma, Colaví, Machacamarca, Rodeo Rodeo, Tacobamba, Yawacari                                               | |
| Chaquí                  | Cornelio Saavedra  | Betanzos                 | Chaquí, Coipasi                                                                                              | |
|                         | Daniel Campos      | Llica                    | Llica | Cahuana, Canquella, Chacoma, Llica, Palaya, San Pablo de Napa, Tres Cruces |
| Tahua                   | Daniel Campos      | Llica                    | Ayque, Cacoma, Caquena, Coqueza, Tahua, Yonza                                                                | |
|                         | Enrique Baldivieso | San Agustín              | San Agustín                                                                                                  | Alota, Cerro Gordo, San Agustín, Todos Santos |
|                         | José María Linares | Puna                     | Puna | Belen, Duraznos, Esquiri, German Busch, Inchasi, Miculpaya, Otavi, Pacasi, Puna, Sepulturas, Turuchipa, Vilacaya |
| Caiza "D"               | José María Linares | Puna                     | Caiza "D", Cucho Ingenio, La Lava, Pancoche, Tuctapari                                                       | |
|                         | Modesto Omiste     | Villazón                 | Villazón | Berque, Casira, Chagua, Chipihuayco, Mojo, Moraya, Sagnasti, Salitre, San Pedro de Sococha, Sarcari, Sococha, Villazon, Yuruma |
|                         | Nor Chichas        | Cotagaita                | Cotagaita | Carlos Medinacelli, Cerro Colorado, Chati, Cornaca, Cotagaita, El Manzanal, La Carreta, Laytapi, Pampa Grande, Quechisla, Mormorque, Ramadas, Río Blanco, Sagrario, Toropalca, Tumusla, Valle Hermoso, Vichacla, Villa Concepcion |
| Vitichi                 | Nor Chichas        | Cotagaita                | Ara, Calcha, Vitichi, Yawisla                                                                                | |
|                         | Nor Lípez          | Colcha „K“               | Colcha „K“                                                                                                   | Atulcha, Chuvica, Calcha „K“, Cocani, Colcha „K“, Julaca, Llavica, Rio Grande, San Cristobal, San Juan, Santiago, Santiago de Agencha, Soniquera                                                                                  |
| San Pedro de Quemes     | Nor Lípez          | Colcha „K“               | Cana, Chiguana, Pajancha, Pelcoya, San Pedro de Quemes                                                       | |
|                         | Rafael Bustillo    | Uncía                    | Uncía | Uncía, Cala Cala, Chuquiuta |
| Llallagua               | Rafael Bustillo    | Uncía                    | Llallagua, Jachojo                                                                                           | |
| Chayanta                | Rafael Bustillo    | Uncía                    | Amayapampa, Aymaya, Chayanta, Chiuta Cala Cala, Coataca, Irupata, Nueva Colcha, Panacachi, Río Verde         | |
|                         | Sur Chichas        | Tupiza                   | Tupiza | Chillco, Concepcion, Esmoraca, Oploca, Oro Ingenio, Quiriza, Rufino Carrasco, Soracaya, Suipacha, Talina, Tupiza, Villa Pacheco                                                                                                   |
| Atocha                  | Sur Chichas        | Tupiza                   | Atocha, Chocaya, Chorolque Viejo, Guadalupe, Portugalete, San Vicente, Tacmari                               | |
|                         | Sur Lípez          | San Pablo de Lípez       | San Pablo de Lípez                                                                                           | Quetena Grande, San Antonio de Lípez, San Pablo de Lípez |
| San Antonio de Esmoruco | Sur Lípez          | San Pablo de Lípez       | Guadalupe, San Antonio de Esmoruco                                                                           | |
| Mojinete                | Sur Lípez          | San Pablo de Lípez       | Bonete Palca, Casa Grande, La Cienega, Mojinete, Pueblo Viejo                                                | |
|                         | Tomás Frías        | Potosí                   | Potosí | Chulchucani, Huari Huari, Potosí, Tarapaya |
| Tinguipaya              | Tomás Frías        | Potosí                   | Anthura, Tinguipaya                                                                                          | |
| Yocalla                 | Tomás Frías        | Potosí                   | Salinas de Yocalla, Santa Lucia, Yocalla                                                                     | |
| Urmiri                  | Tomás Frías        | Potosí                   | Cahuayo, Urmiri                                                                                              | |

### Departmentul Santa Cruz
| Departament             | Provincia              | Capital                | Municipio                                                           | Cantón |
| ----------------------- | ---------------------- | ---------------------- | ------------------------------------------------------------------- | --- |
| Santa Cruz              | 15 Provincias          | Santa Cruz             | 51 Municipios                                                       | 147 Cantones |
|                         | Andrés Ibáñez          | Santa Cruz             | Santa Cruz                                                          | Santa Cruz, Montero Hoyos, Palmar del Oratorio, Paurito |
| La Guardia              | Andrés Ibáñez          | Santa Cruz             | La Guardia, Km.12, El Carmen, Pedro Lorenzo, San José, Peji         | |
| El Torno                | Andrés Ibáñez          | Santa Cruz             | El Torno, Jorochito, La Angostura, Limoncito                        | |
| Cotoca                  | Andrés Ibáñez          | Santa Cruz             | Cotoca, Puerto Pailas                                               | |
| Porongo (Ayacucho)      | Andrés Ibáñez          | Santa Cruz             | Ayacucho, Tervinto                                                  | |
|                         | Ángel Sandoval         | San Matías             | San Matías                                                          | La Gaíba, Las Petas, San Matías, Santo Corazón |
|                         | Chiquitos              | San José de Chiquitos  | San José de Chiquitos                                               | San José, San Juan |
| Pailón                  | Chiquitos              | San José de Chiquitos  | Canada Larga, Cerro Concepción, Pailón, Pozo del Tigre, Tres Cruces | |
| Roboré                  | Chiquitos              | San José de Chiquitos  | Roboré, Santiago                                                    | |
|                         | Cordillera             | Lagunillas             | Lagunillas                                                          | Lagunillas, Aquio (Ipati) |
| Camiri                  | Cordillera             | Lagunillas             | Camiri, Choreti                                                     | |
| Charagua                | Cordillera             | Lagunillas             | Charagua, Izozog, Parapeti Grande, Saipuru                          | |
| Cabezas                 | Cordillera             | Lagunillas             | Abapo, Cabezas, Curiche, El Filo, Florida, Piray                    | |
| Gutierrez               | Cordillera             | Lagunillas             | Gutierrez, Ipita                                                    | |
| Boyuibe                 | Cordillera             | Lagunillas             | Boyuibe, La Ele                                                     | |
| Cuevo                   | Cordillera             | Lagunillas             | Cuevo                                                               | |
|                         | Florida                | Samaipata              | Samaipata                                                           | Samaipata, San Juan del Rosario |
| Pampa Grande            | Florida                | Samaipata              | Mataral, Pampa Grande                                               | |
| Mairana                 | Florida                | Samaipata              | Mairana                                                             | |
| Quirusillas             | Florida                | Samaipata              | Quirusillas                                                         | |
|                         | Germán Busch           | Puerto Suárez          | Puerto Suárez                                                       | Puerto Suárez |
| Puerto Quijarro         | Germán Busch           | Puerto Suárez          | Puerto Quijarro                                                     | |
| El Carmen Rivero Torres | Germán Busch           | Puerto Suárez          | El Carmen Rivero Torres                                             | |
|                         | Guarayos               | Ascención              | Ascención de Guarayos                                               | |
| El Puente               | Guarayos               | Ascención              |                                                                     | |
| Urubichi                | Guarayos               | Ascención              |                                                                     | |
|                         | Ichilo                 | Buena Vista            | Yapacani Municipality                                               | Yapacani |
| San Carlos              | Ichilo                 | Buena Vista            | San Carlos                                                          | |
| Buena Vista             | Ichilo                 | Buena Vista            | Buena Vista, Sanisidro, San Javier, San Miguel                      | |
|                         | Ignacio Warnes         | Warnes                 | Warnes                                                              | |
| Okinawa                 | Ignacio Warnes         | Warnes                 |                                                                     | |
|                         | José Miguel de Velasco | San Ignacio de Velasco | San Ignacio                                                         | |
| San Miguel              | José Miguel de Velasco | San Ignacio de Velasco |                                                                     | |
| San Rafael              | José Miguel de Velasco | San Ignacio de Velasco |                                                                     | |
|                         | Manuel María Caballero | Comarapa               | Comarapa                                                            | |
| Saipina                 | Manuel María Caballero | Comarapa               |                                                                     | |
|                         | Ñuflo de Chávez        | Concepción             | Concepcion                                                          | |
| San Ramon               | Ñuflo de Chávez        | Concepción             |                                                                     | |
| San Javier              | Ñuflo de Chávez        | Concepción             |                                                                     | |
| San Antonio de Lomerio  | Ñuflo de Chávez        | Concepción             |                                                                     | |
| San Juliÿn              | Ñuflo de Chávez        | Concepción             |                                                                     | |
|                         | Obispo Santistevan     | Montero                | Montero                                                             | Montero |
| Mineros                 | Obispo Santistevan     | Montero                | Mineros                                                             | |
| Gral. Saavedra          | Obispo Santistevan     | Montero                | Gral. Saavedra                                                      | |
|                         | Sara                   | Portachuelo            | Portachuelo                                                         | La Estrella, Portachuelo |
| Santa Rosa              | Sara                   | Portachuelo            | Palometas, Santa Rosa                                               | |
|                         | Vallegrande            | Vallegrande            | Vallegrande                                                         | Alto Seco, Chaco, El Bello, Guadalupe, Khasa Monte, Loma Larga, Mankaillpa, Masicuri, Naranjos, Piraymiri, San Juan del Tucumancillo, Santa Ana, Santa Rosita, Sitanos, Temporal, Vallegrande |
| Moro Moro               | Vallegrande            | Vallegrande            | Abra el Astillero, Añapancu, Ariruma, La Laja, Moro Moro            | |
| Pucará                  | Vallegrande            | Vallegrande            | Pucará, La Higuera                                                  | |
| Postrer Valle           | Vallegrande            | Vallegrande            | Postrer Valle, San Juan de la Ladera, Tierras Nuevas                | |
| Trigal                  | Vallegrande            | Vallegrande            | Aguada, Lagunillas, Muyurina, Trigal                                | |

### Departmentul Tarija
| Departament | Provincia         | Capital     | Municipio | Cantón |
| ----------- | ----------------- | ----------- | --- | --- |
| Tarija      | 6 Provincias      | Tarija      | 11 Municipios | 79 Cantones |
|             | Aniceto Arce      | Padcaya     | Padcaya | Camacho, Cañas, Chaguaya, La Merced, Mecoya, Orozas, Padcaya, Rejara, Rosillas, San Francisco, Tacuara, Tariquia                                      |
| Bermejo     | Aniceto Arce      | Padcaya     | Arrozales, Bermejo, Candaditos, Porcelana                                                                          | |
|             | Burnet O'Connor   | Entre Ríos  | Entre Ríos | Chimeo, Chiquiaca, Entre Ríos, Huayco, Ipaguazu, La Cueva, Narvaez, Salinas, San Diego, Suaruro, Tapurayo                                             |
|             | Cercado           | Tarija      | Tarija | Alto España, Junacas, Lazareto, San Agustín, San Mateo, Santa Ana, Tarija, Tolomosa, Yesera                                                           |
|             | Eustaquio Méndez  | San Lorenzo | San Lorenzo | Cajas, Calama, El Rancho, Erquis, La Victoria, Leon Cancha, San Lorencito, San Lorenzo, San Pedro de las Peñas, Sella Mendez, Tomatas, Tomatas Grande |
| El Puente   | Eustaquio Méndez  | San Lorenzo | Carrizal, Chayaza, Curqui, El Puente, Huarmachi, Ircalaya, Iscayachi, Paicho, Tomayapo                             | |
|             | Gran Chaco        | Yacuíba     | Yacuíba | Aguayrenda, Caiza, Yacuíba |
| Villamontes | Gran Chaco        | Yacuíba     | Villamontes | |
| Caraparí    | Gran Chaco        | Yacuíba     | Caraparí, Itau, Saladillo, Zapatero                                                                                | |
|             | José María Avilés | Uriondo     | Uriondo | Chocloca, Juntas, Uriondo |
| Yunchará    | José María Avilés | Uriondo     | Arteza, Belen, Buena Vista, Churquis, Copacabana, Palqui, Noquera, San Pedro, Santa Cruz de Azloca, Tojo, Yunchará | |